# 웨스턴 뉴욕 플래시
웨스턴 뉴욕 플래시(Western New York Flash)는 내셔널 위민스 사커 리그에 참가하는 미국 뉴욕주 로체스터에 있는 여자 축구팀이다.